# Charlotte Brent
Charlotte Brent   (1735 - 10 d'abril de 1802) fou una soprano anglesa.
Era la filla de Charles Brent (1693-1770), Handelian contratenor, i mestre d'esgrima. Va ser alumna i amant de Thomas Arne (compositor de Rule, Britannia!) I posteriorment a la dona del violinista Thomas Pinto (a qui es va casar el 1766) i al que li va donar set fills. També va ser l'àvia del virtuós del compositor i teclat George Pinto. Brent va tenir una llarga associació musical amb Arne, sovint apareixent en les seves produccions d'òpera i realitzant les seves obres en concerts. Entre els papers que va interpretar d'Arne, foren Artaxerxes, Sally a Thomas i Sally, i Rosetta a Love in a Village.